# Denys Kostjoek
Denys Kostjoek (Oekraïens: Денис Костюк) (Mykolajiv, 13 maart 1982) is een Oekraïens voormalig professioneel wielrenner. Hij stond enkele keren op het podium van het Oekraïens nationaal kampioenschap.
In 2016 nam Kostjoek deel aan de wegwedstrijd op de Olympische Spelen in Rio de Janeiro, maar reed deze niet uit. Na de Spelen beëindigde hij zijn professionele carrière.
Kostjoek is getrouwd met de hink-stap-springster Olha Saladoecha en heeft één dochter: Bianca.

## Resultaten in voornaamste wedstrijden
| Jaar | Ronde van Italië | Ronde van Frankrijk | Ronde van Spanje |
| ---- | ---------------- | ------------------- | ---------------- |
| 2004 | 60e              |                     |                  |
| 2005 |                  |                     |                  |
| 2010 |                  |                     |                  |
| 2011 |                  | 153e                |                  |
| 2012 |                  |                     | 56e              |

| Jaar |  | WK op de weg |
| ---- |  | ------------ |
| 2004 |  |              |
| 2005 |  | 53e          |
| 2010 |  | 52e          |
| 2011 |  | 23e          |
| 2012 |  |              |

## Ploegen
- 2004 –  Chocolade Jacques-Wincor Nixdorf
- 2005 –  Jartazi Granville Team
- 2006 –  Intel-Action (vanaf 03-04)
- 2007 –  Action-Uniqa
- 2008 –  ISD-Sport-Donetsk
- 2009 –  ISD
- 2010 –  ISD-Neri
- 2011 –  Lampre-ISD
- 2012 –  Lampre-ISD
- 2013 –  Kolss Cycling Team
- 2014 –  Kolss Cycling Team
- 2015 –  Kolss-BDC Team
- 2016 –  Kolss-BDC Team (tot 30-06)
- 2016 –  ISD-Jorbi Continental Team (vanaf 01-07)

Abakoumov · Blackgrove · Blanchy · Derepas · Duque · Gadret · Kaminskas · Kaupas · Kostjoek · Meul · Pauwels · S.Penne · Ronsse · Rudenko · Svensson · Thys · Vilcinskas · Wijnands
Balloni ·
Bertagnolli ·
Boets · 
Bole ·
Bono ·     
Cunego ·
Gavazzi ·
Hondo ·
Kasjetsjkin (tot 31/07) ·
Kondroet ·
Kostjoek ·
Kryvtsov ·
Kvatsjoek ·
Loosli ·
Magazzini ·
Malori ·
Marzano ·
Mori ·
Niemiec ·
Pérez ·
Petacchi ·
Pietropolli ·
Righi ·
Scarponi ·
Spezialetti ·
Špilak ·
Szeghalmi ·
Ulissi ·
Graziato (stagiair) ·
Tedeschi (stagiair) ·
Tiozzo (stagiair)
Anacona ·
Bertagnolli ·
Boets · 
Bole ·
Bono ·  
Cimolai ·   
Cunego ·
Graziato ·
Hondo ·
Kostjoek ·
D. Kryvtsov ·
J. Krivtsov ·
Kvatsjoek ·
Lloyd ·
Malori ·
Marzano ·
Mori ·
Niemiec ·
Petacchi ·
Pietropolli ·
Possoni ·
Righi ·
Scarponi ·
Sjejdyk ·
Spezialetti ·
Stortoni ·
Ulissi ·
Viganò ·
Cattaneo (stagiair) ·
Viola (stagiair) ·
Wackermann (stagiair)